# ヴィア・ドロローサ

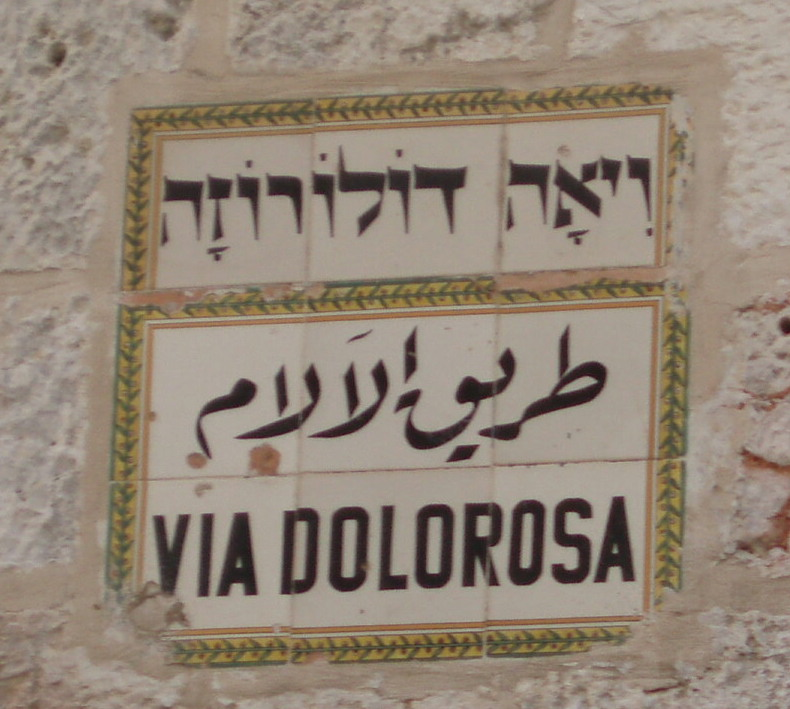
旧市街に貼られたヴィア・ドロローサの標識

ヴィア・ドロローサ（ラテン語：Via Dolorosa（「苦難の道」の意））は、新約聖書の四つの福音書の記述やキリスト教の伝承などから想定されるイエス（キリスト）の最後の歩みのこと。いずれの福音書でも、イエスは十字架を背負って総督ピラトの官邸（プラエトリウム）から刑場のあるゴルゴダの丘までの道のりを歩いたとされている。共観福音書では途中でキレネのシモンがイエスに代わって十字架を背負ったと書かれているが、『ヨハネによる福音書』ではイエス自身が最後まで背負ったことになっている。ヴィア･ドロローサという名称は、その道中に味わったイエスの苦難を偲んで名付けられており、ヴィア・クルキス（via crucis/十字架の道）とも呼ばれている。
イエスの処刑からおよそ二千年後の現在の地理上では、ヴィア･ドロローサの始発点はエルサレム旧市街北東のイスラム教地区にあるライオン門付近、終着点は旧市街北西のキリスト教地区の聖墳墓教会内にあるイエスの墓に相当する。その間、始発点と終着点を含めた計十四箇所に留（りゅう）と呼ばれる中継点が設けられており、第9留までが旧市街の入り組んだ路地の途中に、残りの五つが聖墳墓教会の内にある。毎週金曜日の午後3時（サマータイムの期間は午後4時）になるとフランシスコ会の主催で大勢の聖地巡礼者、並びに観光旅行者が旧市街地の繁華街を練り歩くのだが、この信心業をヴィア・ドロローサ（十字架の道行き）と呼ぶこともある。なお、信心業としての十字架の道行きはエルサレムだけでなくキリスト教世界の各地で行われている。

## イエスの受難とキリスト教による伝承
新約聖書の四福音書によると、過越祭のさなかに捕らえられたイエスはサンヘドリンでの取調べの後、総督ピラトによって十字架刑の宣告を受け、ゴルゴタの丘の十字架上で息絶えるのだが、三日目の朝に復活する。
キリスト教の教義はイエスの死と復活の上に築かれており、いずれの福音書もイエスをメシア（救世主）と認めることから始まっている。第二神殿時代のユダヤ人は伝統的に、ユダヤ民族をローマ帝国のくびきから解放する来たるべき王、あるいは『ダニエル書』で預言された「人の子」のような神秘的な様相をまとった人物など、権威と栄光に満ち溢れた力強いメシアの到来を期待していた。
| 「 | 夜の幻をなおも見ていると、/見よ、人の子のような者が天の雲の上に乗り/「日の老いたる者」の前に来て、そのもとに進み/権威、威光、王権を受けた。 －『ダニエル書』 7:13～7:14 新共同訳聖書（以下、聖書からの引用はすべて新共同訳聖書より） | 」 |

それゆえ、メシアの苦悶などユダヤ人には到底受け入れられるはずもなく、イエスは十字架上の死へと追いやられてしまった。イエスはその死によって弟子や信者たちを奈落の底へ叩き落したのだが、三日目の復活によって彼らを生まれ変わらせた。イエスに従って歩んだ者は、メシアの苦悶、さらには死をも認めることにより、イエスをメシアと告白する信仰を完成させたのである。つまり、神の独り子であったイエスの穢れなき死は、人類を原罪から清めるため自己犠牲であり、その英雄的行為を通じて神と人類の関係を回復させたと解釈した。イエスが自らを神に捧げるために十字架上の死へと向かって歩んだ道のりがヴィア・ドロローサである。

## 歴史

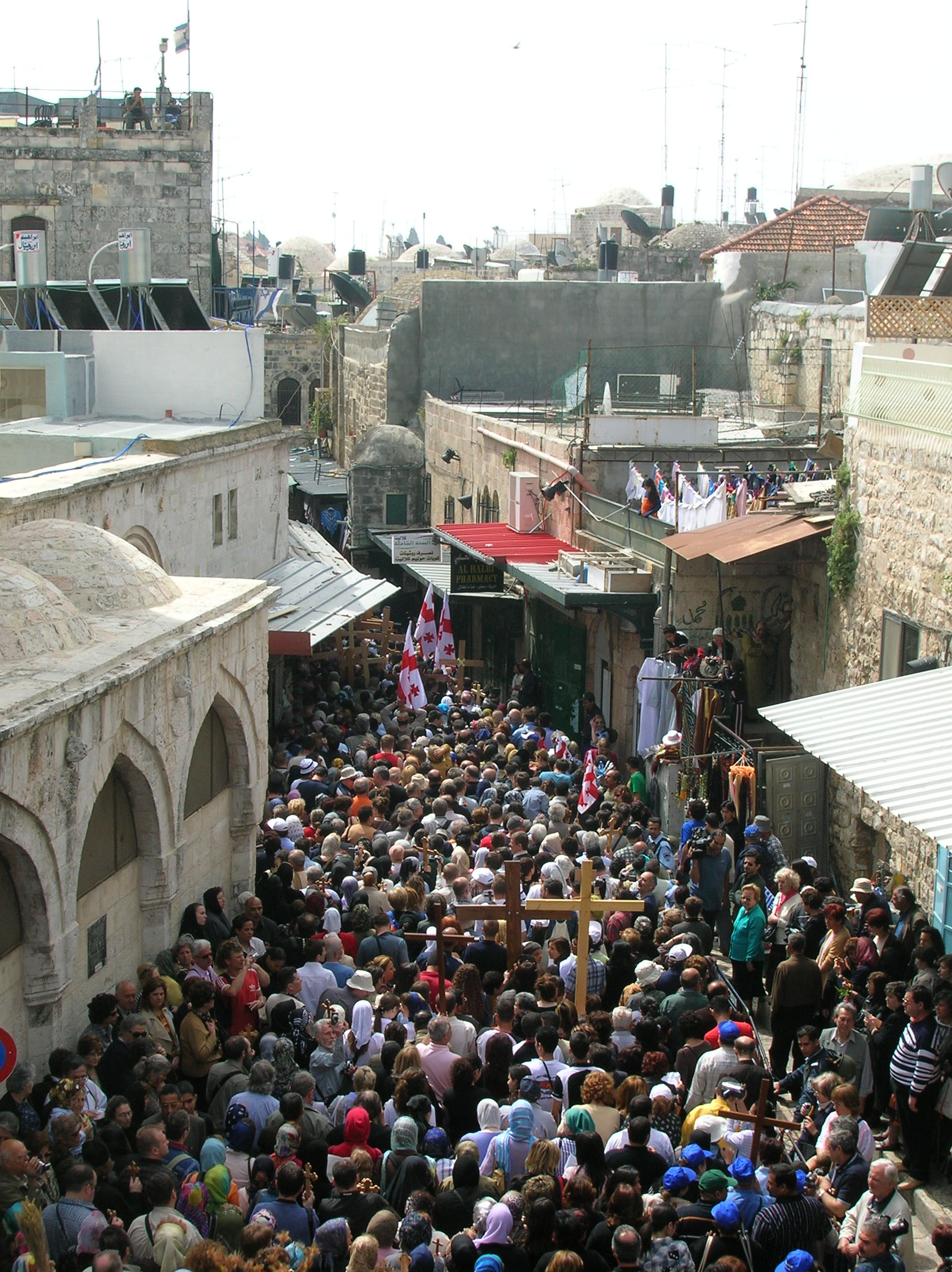
旧市街の小道を進む巡礼者と観光客の一団

ヴィア･ドロローサに参加することは、今日ではエルサレム観光の主要目的のひとつになっている。一方、罪の贖いを求める巡礼者にとっては、ヴィア・ドロローサは依然として神聖な宗教儀式のひとつである。もっとも、紀元70年の第二神殿崩壊に伴う市街地の破壊と、その廃墟の上に新たに帝政ローマの殖民都市アエリア・カピトリーナが整備された経緯もあって、イエスの辿った道のりを史実通りに再現するのは不可能な状況である。しかし、参加者の多くはイエスと同じ道を歩いていると信じ、イエスの苦痛を推し量ることによって宗教的な体験を得ている。
帝政ローマ時代にはヴィア・ドロローサという概念はなく、今日のような留も設けられていなかったのだが、いつしか巡礼者によってゲッセマネの丘（あるいは総督官邸跡）からゴルゴタの丘までの進行が習慣的に行われるようになっていた。
ビザンチン時代の末期には、キドロン川からシオンの丘の鶏鳴教会（大祭司カイアファの邸宅があったとされる）を経由してセント・ソフィア教会（すでに取り壊され所在地も特定されていない）に向かい、そこからゴルゴダの丘へと到るルートが一般的であったという。
14世紀、フランシスコ会はローマ教皇からエルサレムの管理を命じられたのだが、彼らは十字軍によるエルサレム統治に象徴される力による聖地奪還ではなく、平和裏に聖地解放を目指すイデオロギーを掲げていた。その運動の一環として1342年からヴィア・ドロローサがはじめられ、その伝統が今日まで引き継がれている。
その間、幾度かのルート変更があったのだが、ルートが変わるごとにいくつかの留も変更を余儀なくされた。もっとも、留の多くは新約聖書の記述ではなく、後代に誕生した伝承に基づいて選定されたものである。
エルサレムを巡礼した15世紀の作家のウィリアム・ウェイは、当時すでに十四の留があったことを著書に記している。しかし、現在の留と一致するのは五箇所に過ぎず、七箇所に至っては、例えばヘロデ・アンティパスの邸宅跡を通過するなど、現在の地点からは大きく逸れた場所にあった。オランダの聖職者クリスチャン・アドリケムの1584年の文献では、十二箇所の留が現在の場所と一致している。
聖地でガイドを務めていたジョヴァンニ・ジェラルドは1587年にローマで発表した書籍の中で聖墳墓教会でのフランシスコ会による礼拝の様子を描写している。しかし、市街地における留の記述は十分でない。ジェラルドによれば、オスマン帝国支配下のエルサレムでは、キリスト教徒は屋外での典礼はおろか、留の近くで足を止めることさえも禁じられていたため、聖墳墓教会内に代用の礼拝所を設けて対処していたという。それらの代用施設のいくつかは現在でも教会内に残されている。
ところで、今日知られている意味でのヴィア・ドロローサの様式、つまり贖罪のための行進という思想はエルサレムではなく、実際にはヨーロッパで生まれた。17世紀の終わりごろにかけて、ヨーロッパの街道に点在する教会に留の概念が導入され、各教会を経由した「苦難の道」に従って巡礼を果たした者には贖宥状が与えられていた。この制度はローマ教皇インノケンティウス11世の許可のもとフランシスコ会によって運営がはじめられたのだが、教皇クレメンス12世の時代の1731年に制度が拡大され、フランシスコ会所有のすべての教会にて、十四の留を踏破した巡礼者に贖宥状の発行が許可されるようになった。また、「苦難の道」の行進は教会から教会への道のりだけでなく、コロッセオの中でも行われている。これはフランシスコ会の修道士によって毎週金曜日に行われている。

## 各留の解説
第1留から第9留までは旧市街の通路の傍らにある。最初の地点はイエスが裁判を受けたとされる総督官邸の跡地で、現在では男子校（ウマリヤ小学校）の校舎が建てられている。そこから「ライオン門通り」を隔てた向かい側に第2留があり、第3留から第5留までが「エル・ワド通り」の細い路地の中に、第6留から第8留までが「ヴィア・ドロローサ通り」の南側に、第9留が聖墳墓教会に隣接するコプト教会の中庭にある。残りの第10留から第14留までは聖墳墓教会の内部に設けられている。
屋外の各留にはエルサレム市によって二種類の目印が提供されている。ひとつは、留の近くの壁に貼られている円形の金属製プレートで、もうひとつは半円状に並べられた灰色の敷石である。各留にある教会等の施設は概ね9：00～12：30と14：00～17：00が営業時間となっている。

### 第1留 －ピラトに裁かれる－
第1留は現在、男子校の敷地となっている場所にあり、16世紀以来ヴィア･ドロローサの始発点に定められている。この場所は神殿の丘の北側に位置し、第2神殿時代にはアントニオ要塞があった。キリスト教の伝承では、イエスはその要塞の中でピラトに裁かれたとされている。ただし歴史家、あるいは考古学者の多くは、総督官邸はアントニオ要塞ではなく、現在ダビデの塔が建てられているヤッフォ門の傍らにあったと推定している。
| 「 | 人々は、イエスをカイアファのところから総督官邸に連れて行った。明け方であった。しかし、彼らは自分では官邸に入らなかった。汚れないで過越の食事をするためである。そこで、ピラトが彼らのところへ出て来て、「どういう罪でこの男を訴えるのか」と言った。 彼らは答えて、「この男が悪いことをしていなかったら、あなたに引き渡しはしなかったでしょう」と言った。 ピラトが、「あなたたちが引き取って、自分たちの律法に従って裁け」と言うと、ユダヤ人たちは、「わたしたちには、人を死刑にする権限がありません」と言った。それは、御自分がどのような死を遂げるかを示そうとして、イエスの言われた言葉が実現するためであった。 そこで、ピラトはもう一度官邸に入り、イエスを呼び出して、「お前がユダヤ人の王なのか」と言った。 －『ヨハネによる福音書』 18:28～18:33 | 」 |

十字軍の時代、キリスト教の伝承に従ってアントニオ要塞の遺構の上に礼拝堂が建てられたのだが、サラーフッディーンによる1187年のエルサレム占領後、礼拝堂はイスラム墓地に改装された。その後、14世紀のマムルーク朝によるエルサレム支配の時代に軍司令官の官邸をも兼ねたマドラサが建てられ、オスマン帝国支配下の初頭にはパシャの住居、あるいは政府施設としても使用された。19世紀になると、今度はトルコ軍の兵舎に改装されており、現在の男子校の姿に落ち着いたのは1923年のことである。このような変遷もあって、敷地内には過去にいくつもの建造物が築かれた。ただし、校庭に十字軍時代のヴィア･ドロローサの敷石が残されている以外、聖墳墓教会内の留のような過去を留める遺物は現存していない。なお、学校施設内には授業終了後にしか入ることができない。
毎週金曜日の午後、フランシスコ会の修道士の先導のもと、この場所から行進が始まり、多くの巡礼者や観光旅行者が後に続く。修道士や巡礼者の有志は道中、木製の十字架を背負って繁華街を練り歩く。その行進のさなか、各留ごとに足を止め、苦難の道を歩んだイエスにまつわる十四の場面が回顧される。各留にはそれぞれ固有の礼拝があるのだが、いずれもが最後にスターバト・マーテルの祈りを捧げるのが慣例になっている。

### 第2留 －有罪に定められ、鞭で打たれる－
第2留は『ヨハネによる福音書』の以下の記述に基づいている。
| 「 | そこで、ピラトはイエスを捕らえ、鞭で打たせた。 兵士たちは茨で冠を編んでイエスの頭に載せ、紫の服をまとわせ、 そばにやって来ては、「ユダヤ人の王、万歳」と言って、平手で打った。 ピラトはまた出て来て、言った。「見よ、あの男をあなたたちのところへ引き出そう。そうすれば、わたしが彼に何の罪も見いだせないわけが分かるだろう。」イエスは茨の冠をかぶり、紫の服を着けて出て来られた。ピラトは、「見よ、この男だ」と言った。 祭司長たちや下役たちは、イエスを見ると、「十字架につけろ。十字架につけろ」と叫んだ。ピラトは言った。「あなたたちが引き取って、十字架につけるがよい。わたしはこの男に罪を見いだせない。」 ユダヤ人たちは答えた。「わたしたちには律法があります。律法によれば、この男は死罪に当たります。神の子と自称したからです。」 ピラトは、この言葉を聞いてますます恐れ、 再び総督官邸の中に入って、「お前はどこから来たのか」とイエスに言った。しかし、イエスは答えようとされなかった。 そこで、ピラトは言った。「わたしに答えないのか。お前を釈放する権限も、十字架につける権限も、このわたしにあることを知らないのか。」 イエスは答えられた。「神から与えられていなければ、わたしに対して何の権限もないはずだ。だから、わたしをあなたに引き渡した者の罪はもっと重い。」そこで、ピラトはイエスを釈放しようと努めた。しかし、ユダヤ人たちは叫んだ。「もし、この男を釈放するなら、あなたは皇帝の友ではない。王と自称する者は皆、皇帝に背いています。」ピラトは、これらの言葉を聞くと、イエスを外に連れ出し、ヘブライ語でガバタ、すなわち「敷石」という場所で、裁判の席に着かせた。 それは過越祭の準備の日の、正午ごろであった。ピラトがユダヤ人たちに、「見よ、あなたたちの王だ」と言うと、 彼らは叫んだ。「殺せ。殺せ。十字架につけろ。」ピラトが、「あなたたちの王をわたしが十字架につけるのか」と言うと、祭司長たちは、「わたしたちには、皇帝のほかに王はありません」と答えた。 そこで、ピラトは、十字架につけるために、イエスを彼らに引き渡した。こうして、彼らはイエスを引き取った。 イエスは、自ら十字架を背負い、いわゆる「されこうべの場所」、すなわちヘブライ語でゴルゴタという所へ向かわれた。 －『ヨハネによる福音書』 19:1～19:17 | 」 |

この場所は1838年にイブラーヒーム・パシャがフランシスコ会に譲渡して以降、同会の所有地となっている。敷地内には考古学博物館とフランシスコ会の子弟の学校、及び「鞭打ちの教会」と「有罪判決の教会（Condemnation Chapel）」がある。教会建築物は両者とも十字軍の時代に建てられたものである。

#### 鞭打ちの教会
キリスト教では伝統的にイエスがローマ兵に鞭で撃たれた場所の上に鞭打ちの教会が建てられたことになっている。この建造物もいくつかの遍歴を辿っており、かつては馬小屋や紡績工場として使用されていた。
伝承によれば、この教会はオスマン時代、エルサレム総督の息子ムスタファ・ベイによって馬小屋として使用されていたという。ある日の夕方、彼は最良品種の馬を多数その馬小屋に入れたのだが、翌日来て見たところ、全頭が死んでいたので仰天した。改めて別の馬を入れ直したのだが、やはり翌日には死んでいた。そこでイスラム賢者にもとに相談に出向いたところ、同地にてイエスが鞭打たれたこと、同地がキリスト教徒によって敬われていること、その神聖な場所に馬を入れたので罰せられたことを知った。彼は大いに畏れて馬小屋の使用を止めたため、それ以来、廃屋と化したそうである。また、16世紀ごろからは教会の壁の中からローマ兵がイエスを鞭打つ音が聞こえるといった怪奇談も伝えられている。
鞭打ちの教会は、1927年から1929年にかけてイタリア人建築家アントニオ・バルルッチによって修復され、建造当時の面影を取り戻している。モザイク張りの床には茨の冠が描かれており、天井ドームやアーチにも装飾が施されている。三枚のステンドグラスが設置されているのだが、その図柄は、イエスの代わりに釈放されるバラバ、ローマ兵によって茨の冠を被せられるイエス、潔白を主張して手を水に浸すピラトとなっている。
| 「 | ところで、祭りの度ごとに、総督は民衆の希望する囚人を一人釈放することにしていた。その頃、バラバ・イエスという評判の囚人がいた。ピラトは人々が集まってきた時に言った。「どちらを釈放してほしいのか。バラバ・イエスか。それともメシアといわれるイエスか。」人々がイエスを引き渡したのは、ねたみのためだと分かっていたからである。一方、ピラトが裁判の席に着いているときに、妻から伝言があった。「あの正しい人に関係しないでください。その人のことで、わたしは昨夜、夢で随分苦しめられました。」しかし、祭司長たちや長老たちは、バラバを釈放して、イエスを処刑に処してもらうようにと群衆を説得した。そこで、総督が、「二人のうち、どちらを釈放してほしいのか」と言うと、人々は、「バラバを」と言った。ピラトが、「では、メシアといわれているイエスの方は、どうしたらよいか」と言うと、皆は、「十字架につけろ」と言った。ピラトは、「いったいどんな悪事を働いたというのか」と言ったが、群集はますます激しく、「十字架につけろ」と叫び続けた。ピラトは、それ以上言っても無駄なばかりか、かえって騒動が起こりそうなのを見て、水を持ってこさせ、群衆の前で手を洗って言った。「この人の血について、わたしには責任がない。お前たちの問題だ。」民はこぞって答えた。「その血の責任は、我々と子孫にある。」そこで、ピラトはバラバを釈放し、イエスを鞭打ってから、十字架につけるために引き渡した。 －『マタイによる福音書』 27:15～27:26 | 」 |

この記述を根拠にユダヤ人は以降二千年近くの間、キリスト教社会において「メシア殺し」の誹りを受けることになるのである。また、上記一文は反ユダヤ主義の絶好の口実として用いられている。イエスの死についての責任がユダヤ人にはないことをカトリック教会が公式に宣言したのは、1962年から1965年にかけて開催された第2バチカン公会議でのことである。その内容は、キリスト教以外の宗教についての文書である『キリスト教以外の諸宗教に対する教会の態度についての宣言（Nostra Aetate）』4に記されている。

#### 有罪判決の教会
有罪判決の教会は1903年、フランシスコ会修道士、兼建築家のメンデン出身のウェンデリンによって修繕され現在に至っている。教会内には、有罪判決を受けて十字架を背負わされたイエスの苦難が刻まれている。
ステンドグラスには十字架を背負って苦痛に苛まれるイエス、手を洗うピラト、拷問具を掴む天使が描かれている。モザイク張りの床の西側には切り石が敷かれているのだが、これは「リソストラトス（Lithostratos）」と呼ばれるシオン女子修道院へと続く通路の一部である。リソストラトスの語義は「石で舗装された場所」となる。つまり、『ヨハネによる福音書』において、ピラトが最終的にイエスを有罪と定めて民衆に引き渡したとされる「敷石」という場所と見なされている。
| 「 | ピラトは、これらの言葉を聞くと、イエスを外に連れ出し、ヘブライ語でガバタ、すなわち「敷石」という場所で、裁判の席に着かせた。 －『ヨハネによる福音書』 19:13 新共同訳 | 」 |

とはいえ、考古学者の一致した見解によれば、この敷石は第二神殿時代のものではなく、2世紀以降に建造されたアエリア・カピトリーナの遺物と見られている。
また、ローマのサン・ジョバンニ・イン・ラテラノ大聖堂にあるスカラ・サンクタ（聖なる階段）は、伝承によれば、総督官邸跡にあった階段を4世紀にエルサレムを訪れたコンスタンティヌス1世の母ヘレナが同聖堂に移設したものだという。キリスト教徒からはイエスが総督官邸から表通りに出る際に降りた階段と見なされ、今日でも神聖視されている。

### 第3留 －最初に倒れた場所－
ライオン門からはじまるヴィア･ドロローサはライオン門通りを西へと伸びてエッケ・ホモ・アーチを潜った後、エル・ワド通りと交わる角で南へと向きを変える（左折する）。エル・ワド通りは神殿の丘とシオン山に挟まれた谷底に相当し、フラウィウス・ヨセフスの文献では「チロペオン」と名付けられている。また、アエリア・カピトリーナの建造に際しては、都市計画のカルド（南北の軸＝メインロード）に次ぐ二番目の大通りに位置づけられていた。第3留はイエスが最初に倒れたとされる場所に設けられているのだが、それは13世紀以降に誕生した伝承に由来しており、福音書にはイエスが路上で倒れ込む描写はない。
第3留の場所にはかつてトルコ式公衆浴場の入り口があった。その浴場は大規模なもので敷地内には第4留もが含まれていたのだが、18世紀の半ばに閉鎖されている。
この場所にアルメニア使徒教会の教会が建てられたのは1856年のことで、1947年から翌年にかけて、パレスティナに滞在していたポーランド兵の寄付によって修繕がなされた。この教会はおよそ二十五年間、劣化を防ぐために使用が控えられていたのだが、修繕を機に再び本来の機能を果たすようになった。
教会が建造される前までは、同地に横倒しになっていた二本の石柱を留の目印にしていた。その破片は現在、教会内の手すりの支柱に転用されている。教会の正面と礼拝堂には十字架を背負って倒れこむイエスのモニュメントが置かれている。また、教会内部には各時代の考古学的な資料を集めた博物館も併設されている。

### 第4留 －悲しむ母マリアと出会う－
同じくアルメニア使徒教会の敷地内にある第4留であるが、この場所でイエスは母マリアと遭遇したという。ただし、そのエピソードも福音書では述べられていない。1881年に建てられた「苦悩の母マリア教会」（「失神の教会（Chapel of the Fainting）」とも呼ばれている）の前では、多くの信者がマリアの悲しみを慮って祈りを捧げている。1874年、同教会の基礎工事における発掘に際して十字軍時代の教会跡が露出した。さらには、5世紀から6世紀にかけてのビザンチン時代に属すると思われるモザイク床も発見されたのだが、その中央部には北側に向けられた一対のサンダル（あるいは素足）が描かれていた。サンダルは14世紀のスラブ語による聖餐式において、マリアが十字架を背負って通り過ぎる息子の姿を耐え忍んだ場所の証として記念されている。とはいえ、マリアにまつわる伝承自体、14世紀以前に誕生したものとは見られていないため、このモザイク床は宗教的な教義とは関係なく鑑賞する必要がある。もっとも、この施設は現在のところ完全に閉鎖されており、部外者が訪れることはできない。

### 第5留 －キレネ人シモンがイエスを助ける－
第4留を過ぎたところでヴィア･ドロローサは再び西へと向きを変える（右折する）。ここからゴルゴダの丘へと向かうヴィア･ドロローサ通り（タリク・アル=サリ通り）の階段状の緩やかな上り坂を登るのだが、その交差点の傍ら（南側）に、イエスに代わって十字架を担いだキレネ人シモンを記念する第5留がある。
| 「 | 人々はイエスを引いて行く途中、田舎から出て来たシモンというキレネ人を捕まえて、十字架を背負わせ、イエスの後ろから運ばせた。 －『ルカによる福音書』 23:26 | 」 |

このシモンという人物については、その名前からユダヤ人であったことが推定される以外はほとんど知られていない。おそらく、過越祭のためにエルサレムに上って来た巡礼者のひとりであったに違いない。モンテ・クローチェの聖地巡礼者リコルドの文献では、この場所は13世紀末にはフランシスコ会の所有地として記録されていた。その後、一旦は同会の手から離れたのだが、1889年に返還されて1895年に教会が建立、1982年に修復されて現在に至っている。教会が建築されるまでは壁面に据え付けられていた石が第5留のシンボルとなっていた。キリスト教の伝承では、この石にあるくぼみはゴルゴタの丘へと向かうイエスが触れたことによってできたものだという。一方、ユダヤ教徒とイスラム教徒はヴィア･ドロローサに対する嫌悪感から、その石に汚物を付けるなどして冒涜していた。

### 第6留 －ベロニカがイエスの顔を拭く－

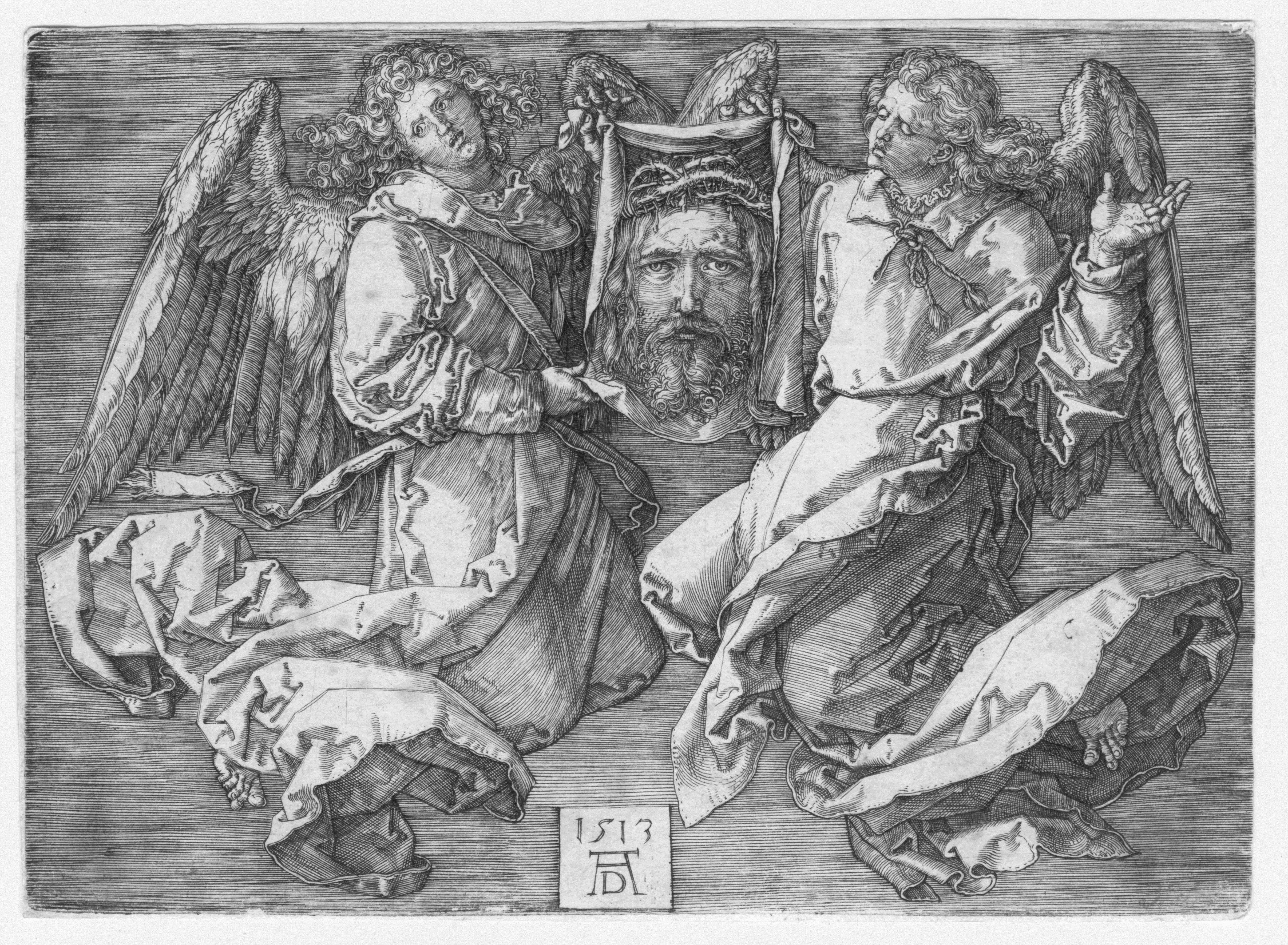
ベロニカのベールと天使（1513年に制作されたエッチング）

第6留のシンボルは壁に埋め込まれた石柱である。伝承によれば、この場所にベロニカの住居があったという。ベロニカはイエスの顔を拭うために布を持って家から出てきたのだが、このとき用いた布にイエスの顔が浮かび上がり、「ベロニカのベール」として後世に語り継がれることになった。また一説では、ベロニカは共観福音書に登場する出血性の病に冒されていた女性と同一人物であると見なされている。
| 「 | すると、そこへ十二年間も患って出血が続いている女が近寄って来て、後ろからイエスの服の房に触れた。「この方の服に触りさえすれば治してもらえる」と思ったからである。 －『マタイによる福音書』 9:20～9:21 | 」 |

別の伝承では、ベロニカはローマ皇帝ティベリウスに招かれてローマへ赴き、皇帝が患っていた難病をベロニカのベールを用いて癒したという。5世紀以降、現物とされる布がサン・ピエトロ大聖堂にて安置されている。なお、「ベロニカ（Veronica）」という名前の語源は「ヴェラ・イコン（Vera Icon）」（真実の像）とされている。
彼女の家にまつわる伝承は15世紀以降のものである。その場所は1883年にギリシア正教会によって買い取られ、二年後に現在の教会が建てられた。1953年にアントニオ・バルルッチによってクリプト（地下聖堂）のある教会に改修されている。

### 第7留 －二度目に倒れた場所－
第7留はヴィア・ドロローサ通りとハーン・アル=ザイト通りとの交差点にあり、スーク（市場）の只中に位置している。ここではイエスが二度目に倒れた場所、および「裁きの門」が記念されている。ハン・アル=ザイト通りはアエリア・カピトリーナの時代はカルドであった。現在、イエスの十字架と墓が置かれている聖墳墓教会、すなわちゴルゴタの丘はエルサレム旧市街の城壁内にあるのだが、イエスの時代には城壁の外にあった。フラフィウス・ヨセフスによれば、当時のエルサレムには第2城壁があり、紀元1世紀の四十年代にはアグリッパ1世によって第3城壁が建造されている（ゴルゴタの丘は第2城壁と第3城壁の間にある）。キリスト教の伝承では、イエスの時代、第7留の場所（第2城壁の西側壁中央）には「裁きの門」と呼ばれるゴルゴダの丘へとつながる門があり、この上で死刑囚に対する罪状が読み上げられていた。もちろん、イエスの場合も同様に行われたという。
第7留が「裁きの門」の場所に定められたのは13世紀以降のことである。また、イエスの二度目の転倒にまつわる伝承は、おそらく、この場所の傾斜が相対的に険しいことに由来していると思われる。この場所は1875年、職業訓練校にするためにフランシスコ会によって買い取られたのだが、建造された施設は現在のところコプト正教会の礼拝堂として使用されている。

### 第8留 －イエスがエルサレムの婦人たちに語りかける－
ハーン・アル=ザイト通りを南進すると、すぐにアル=ハンカ通りとの交差点があるので右折する。すると南側に聖カラランボスの名が冠せられたギリシア正教の教会がある。この教会の壁に、第8留のシンボル、すなわちラテン十字とギリシア語（ラテン文字転写）で「勝利者イエス・キリスト」という言葉が刻まれた石がある。
「法廷の門」を背後にしていることから、イエスの時代、この場所はエルサレムの城壁外にあった。よって、イエスの苦難を見て嘆き悲しむ婦人たちとの間のエピソードは野道で行われたことになる。
| 「 | 民衆と嘆き悲しむ婦人たちが大きな群れを成して、イエスに従った。イエスは婦人たちの方を振り向いて言われた。「エルサレムの娘たち、わたしのために泣くな。むしろ、自分と自分の子供たちのために泣け。人々が、『子を産めない女、産んだことのない胎、乳を飲ませたことがない乳房は幸いだ』という日が来る。」 －『ルカによる福音書』 23:27～23:29 | 」 |

第8留にまつわる後代の伝承は、19世紀の中期に同留の場所が確定するに到るまで、幾度となく改変されている。この場所はゴルゴダの丘に非常に近いのだが、聖カラランボス教会に進路を塞がれているため、第9留に向かうには一旦スークへ戻る必要がある。

### 第9留 －三度目に倒れた場所－
スークを南進すると、西へ向かう上り階段の通路が右側に見える。その通路の奥にコプト正教会のエルサレム総主教座の置かれた聖アンソニー教会があるのだが、施設の外壁を支える柱のひとつが第9留のシンボルである。第9留は、この場所でイエスが三度目に倒れたとする伝承に基づいて設置されている。これも福音書には記録されていないエピソードである。
イエスが三度目に倒れたとされる場所は当初、聖墳墓教会の中庭に定められていたのだが、そこにあった石には十字架が落下した際についたと伝えられる打痕が残されていた。しかし16世紀以降にその石の所在が不明になったため、聖アンソニー教会に留が移されることになった。
この場所から聖墳墓教会の屋根裏に入ることができる。そこはデイル・アル=スルタン（エチオピア正教の修道会）の区画になっており、この区画を通って聖墳墓教会の中庭に降りるか、あるいは一旦スークに戻った後、ハーン・アル=ザイト通りを南進してアレクサンドル・ネフスキー教会のある角を右折するかして第10留に向かう。アレクサンドル・ネフスキー教会は比較的新しい教会でありながら、ヴィア・ドロローサに関連した多くの遺物を保管している。

### 第10留 －衣服を剥ぎ取られる－

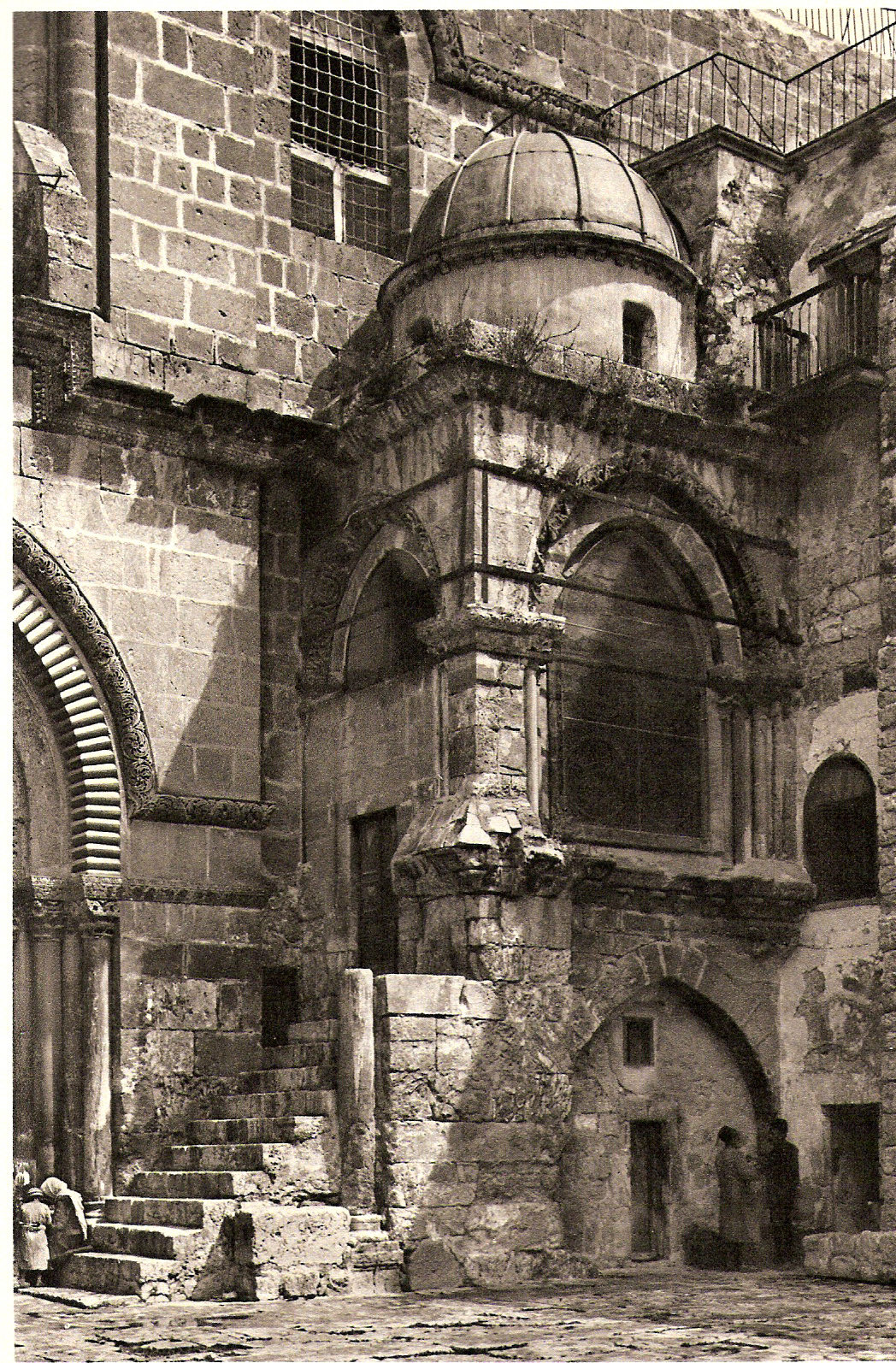
1925年に撮影された第10留

第10留は聖墳墓教会に隣接しているものの、唯一建物の外部に独立した聖堂が置かれている。階段を上った聖堂からは、教会の二階にある第11留を見ることができる。この留は、イエスの衣服をくじで分け合ったとされるローマ兵の逸話に由来している。
| 「 | 彼らはイエスを十字架につけると、くじを引いてその服を分け合い、そこに座って見張りをしていた。 －『マタイによる福音書』 27:35～27:36 | 」 |

十字軍の時代はこの聖堂から階段を通って直にゴルゴダの丘（第11留）に登ることができたという。しかし1187年にイスラム教徒によって通路は寸断されて窓に改装されたそうである。聖堂ではイエスの母マリアと洗礼者ヨハネに祈りが捧げられている。

### 第11留 －十字架が立てられる－
第11留は聖墳墓教会内にあるゴルゴタの丘の（場内から向かって）右側に設置されており、フランシスコ会の管轄下にある。壁によって隔てられる以前は、第10留から第11留への移動には数段の段差を上るだけですんだのだが、現在のところは一旦地上に降り、教会に入場してから改めてゴルゴダの丘に上る必要がある。
純銀製の祭壇は1588年にメディチ家のフェルディナンド1世から寄進されたものである。礼拝堂の現在の装飾は1937年にアントニオ・バルルッチによって改修されている。天井の中央には、十字軍の時代に制作されたモザイク画がかろうじて残されており、そこにはイエスの肖像が描かれている。それ以外のモザイクは、天井をP・ダッチアルディ、壁面をL・トリフォグリオが担当しており、両者とも、十字架に釘で打ち付けられるイエス、十字架の下でたたずむ婦人たち、イサクの燔祭をモチーフに選んでいる。イサクの燔祭は、キリスト教では伝統的にイエスの十字架刑の予兆、暗示と見なされている。それは、アブラハムがひとり息子のイサクを生贄として捧げなければならなかったのと同じように、神もまた、人類の罪を購うためにひとり息子のイエスを捧げたという神学に基いている。十字架に掛けられるイエスは以下のように描写されている。
| 「 | 「されこうべ」と呼ばれている所に来ると、そこで人々はイエスを十字架につけた。犯罪人も、一人は右に一人は左に、十字架につけた。 〔そのとき、イエスは言われた。「父よ、彼らをお赦しください。自分が何をしているのか知らないのです。」〕人々はくじを引いて、イエスの服を分け合った。 －『ルカによる福音書』 23:33～23:34 | 」 |

### 第12留 －イエスの死－
第12留はゴルゴタの丘の左側に設置されており、そこでイエスが息を引き取ったことを物語っている。現在はギリシア正教会の管理下にあり、祭壇の足元には十字架が立てられたとされるくぼみのある場所を厳密に示すために銀製の円形プレートが置かれている。また、イエスと共にふたりの犯罪人が十字架に掛けられたとされる場所（祭壇の両脇）には黒いプレートが置かれている。巡礼者の多くは長時間ここで足を止めるのだが、それはゴルゴタの丘の岩盤が露出しているくぼみの箇所を直に触れることができるからである。この岩盤には、イエスが死んだ際に発生した地震によってできたとされる亀裂が走っている。
| 「 | さて、昼の十二時に、全地は暗くなり、それが三時まで続いた。 三時ごろ、イエスは大声で叫ばれた。「エリ、エリ、レマ、サバクタニ。」これは、「わが神、わが神、なぜわたしをお見捨てになったのですか」という意味である。 そこに居合わせた人々のうちには、これを聞いて、「この人はエリヤを呼んでいる」と言う者もいた。 そのうちの一人が、すぐに走り寄り、海綿を取って酸いぶどう酒を含ませ、葦の棒に付けて、イエスに飲ませようとした。 ほかの人々は、「待て、エリヤが彼を救いに来るかどうか、見ていよう」と言った。 しかし、イエスは再び大声で叫び、息を引き取られた。 そのとき、神殿の垂れ幕が上から下まで真っ二つに裂け、地震が起こり、岩が裂け、 墓が開いて、眠りについていた多くの聖なる者たちの体が生き返った。そして、イエスの復活の後、墓から／出て来て、聖なる都に入り、多くの人々に現れた。 百人隊長や一緒にイエスの見張りをしていた人たちは、地震やいろいろの出来事を見て、非常に恐れ、「本当に、この人は神の子だった」と言った。 －『マタイによる福音書』 27:45～27:54 | 」 |

キリスト教の伝承では、イエスの血はこの地震によって発生した亀裂を通じて地下に流れ、ゴルゴダの丘に埋葬されたアダムの骨に滴り落ちたとされている。つまり、イエスの血によって、アダムとエバによってもたらされた原罪から人類は清められたというのである。
また、神殿の至聖所と外界を隔てる垂れ幕が裂けたという出来事は、キリスト教徒にとっては神の加護がユダヤ人だけでなく全人類に向けられたことの証と見なされている。それはまた、イエスという至上の生贄を捧げたのを最後に、祭司階級による神事、とりわけ燔祭などに代表される生贄に依存した信仰が終焉したことの象徴とも解釈されている。福音書では物語の序盤、ヨルダン川での洗礼において天からの声によってイエスの神性が宣言されているのだが、物語の終盤、十字架が地に立てられている場面では異教徒であるローマ兵の口からイエスの神性についての告白が見られる。この出来事は、のちにイエスに対する信仰がユダヤ人にではなくローマ兵に代表される異邦人に担わされる先鞭をつけたといえよう。

### 第13留 －十字架の下の母マリア－

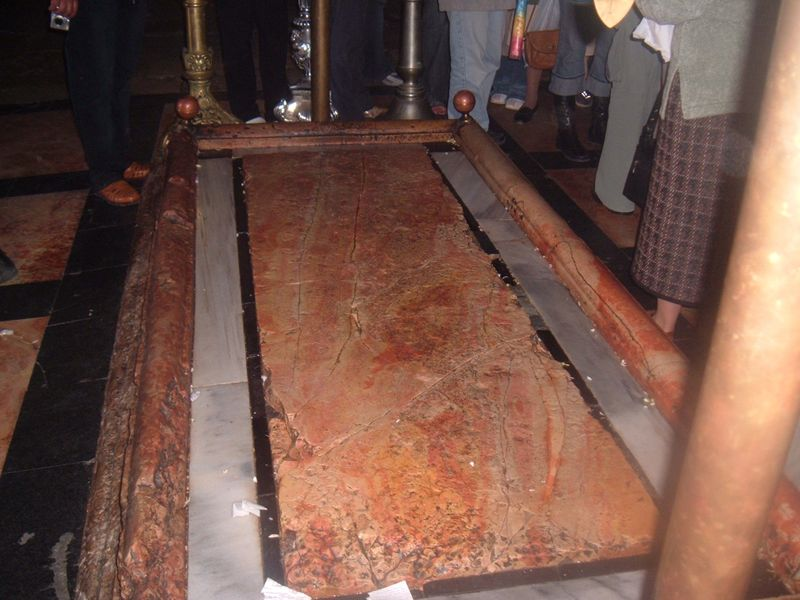
塗油の石

第13留には「スターバト・マーテル」と呼ばれるフランシスコ会所有の祭壇が置かれており、イエスの母マリアにささげられている。祭壇の傍らには1778年にリスボンより寄進されたマリア像が置かれている。ここでは十字架から降ろされるイエスの遺体を両手で受け止めたマリアの悲しみに焦点が当てられている。
第13留がフランシスコ会によって正式に認定されたのは他の留に比べて遅かったようで、それ以前は、イエスの遺体が十字架から降ろされた後に「塗油の石（Anointing Stone）」と呼ばれる石の上に横たえられて埋葬処置を施されたという出来事が第13留の主題であった。「塗油の石」は聖墳墓教会に入った正面にあるゴルゴタの丘のふもとに置かれている。

### 第14留 －イエスの墓－
第14留はイエスの墓とされる場所にある。福音書によれば、イエスの遺体はアリマタヤのヨセフという人物が所有する墓地に埋葬されたという。
| 「 | その後、イエスの弟子でありながら、ユダヤ人たちを恐れて、そのことを隠していたアリマタヤ出身のヨセフが、イエスの遺体を取り降ろしたいと、ピラトに願い出た。ピラトが許したので、ヨセフは行って遺体を取り降ろした。 そこへ、かつてある夜、イエスのもとに来たことのあるニコデモも、没薬と沈香を混ぜた物を百リトラばかり持って来た。 彼らはイエスの遺体を受け取り、ユダヤ人の埋葬の習慣に従い、香料を添えて亜麻布で包んだ。 イエスが十字架につけられた所には園があり、そこには、だれもまだ葬られたことのない新しい墓があった。 その日はユダヤ人の準備の日であり、この墓が近かったので、そこにイエスを納めた。 －『ヨハネによる福音書』 19:38～19:42 | 」 |

イエスの墓は現在、ロトンダ（円形建築物）の中央に納められている。石棺自体は切り石を組み合わせて作られた簡素なものなのだが、ビザンチン時代に墓の存在を際立たせるために大理石製のモニュメントが周囲を囲むようになった。ロトンダは1808年に起きた火災により損傷を受けたため、1810年にロシア皇帝アレクサンドル1世の資金提供を受けてギリシア正教会によって修繕されたのだが、その際にロシア皇帝の王冠を模った天蓋が設けられている。
第14留はふたつの部屋に分けられている。ひとつは礼拝施設がある部屋で、もうひとつは石棺が置かれている部屋である。礼拝施設の両脇にはギリシア正教の過越祭にて火を灯すためのふたつの穴が開けられている。また、部屋の中には墓穴の蓋に用いられたとされる円形の石の一部が保管されている。
石棺のある部屋では合計43本のろうそくが昼夜灯されている。43本の内訳はカトリック教会が13本、ギリシア正教会が13本、アルメニア使徒教会が13本、コプト正教会が4本である。石棺には大理石で蓋がされている。この蓋には三つの突起があるのだが、この突起はイエスが死後三日目に復活したという出来事にちなんでいる。
もっとも、キリスト教徒のすべてが実際にイエスがこの場所に葬られたとは思っていない。プロテスタントによる主張では、イエスの時代に墓地があった場所は現在のダマスコ門の北側であるため、イエスの墓もその墓地にあったと考えられている。
また、キリスト教徒の一部は第14留にてイエスの復活が成し遂げられたことから、同じこの場所を第15留と定め、ヴィア・ドロローサの真の終着点と位置づけている。

## 現代のカトリック教会のおける十字架の道行き

### 第15留
「聖墳墓教会」という名称はイエスの死を悼んだカトリック教会による呼び名であり、正教会ではむしろイエスの復活に重点が置かれ「復活の教会」と呼ばれていたことに留意しなければならない。近年、カトリック教会の中でもイエスの復活に重点を置く傾向もあり、それを記念して第15留が加えられることもある。ただし、上述のように第14留が第15留を兼ねるという形になる。

### 福音書の記述に準じた十字架の道行き
近年のカトリック後代の伝承に拠ったいくつかの留を省いた十字架の道行きが実践されている。フランシスコ会によるローマのコロッセオでの十字架の道行きもそのひとつで、1991年と1994年にはローマ教皇ヨハネ･パウロ2世も参加している。十四の留は、ゲッセマネの丘からはじまるなど、より福音書の記述に則した場面が選ばれている。
1. イエス、ゲッセマネの丘で祈る
2. イエス、イスカリオテのユダに裏切られる
3. イエス、サンヘドリンで有罪判決を受ける
4. ペトロ、三度イエスを否定する
5. ユダヤ人、イエスの十字架刑を要求する
6. イエス、ローマ兵によって紫の衣を着せられ、茨の冠を載せられる
7. イエス、十字架を背負う
8. キレネ人シモン、イエスの代わりに十字架を背負う
9. イエス、婦人たちと出遭う
10. イエス、十字架に掛けられる
11. イエス、犯罪人に語りかける
12. イエス、母マリアに語りかける
13. イエス、十字架上で息を引き取る
14. イエス、埋葬される

### 新しい十字架の道行き
近年、「新しい十字架への道」と呼ばれるカトリック教会推奨の十字架の道行きがあり、フィリピンなどではすでに実践されている。カトリック教会は十字架の道行きを個人的な宗教体験を喚起させるための道標と見なしており、真に重要なことは参加することではなく、いかにしてイエスの苦難を体験するかという考え方から、個人、団体を問わず、参加者には相応の忍耐力を求める。十四の留は以下のとおりである。
1. 最後の晩餐
2. イエス、ゲッセマネの丘で嘆く
3. イエス、サンヘドリンに立つ
4. イエス、鞭打たれ茨の冠を載せられる
5. イエス、十字架を背負う
6. イエス、倒れる
7. キレネ人シモン、イエスの代わりに十字架を背負う
8. イエス、婦人たちと出遭う
9. イエス、十字架に打ち付けられる
10. 犯罪人のひとり、改心する
11. 使徒ヨハネと母マリア、十字架の下でたたずむ
12. イエス、十字架上で息を引き取る
13. イエス、埋葬される
14. イエス、復活する

## ヴィア・ドロローサにまつわるその他の史跡

### 聖アンナ教会
キリスト教の伝承では、この場所で母マリアが生まれたとされている。また、敷地内にある溜池は、『ヨハネによる福音書』にてイエスが病人を癒したと場所として記録されている「ベトザタの池」と見なされている。
| 「 | エルサレムには羊の門の傍らに、ヘブライ語で「ベトザタ」と呼ばれる池があり、そこには五つの回廊があった。 この回廊には、病気の人、目の見えない人、足の不自由な人、体の麻痺した人などが、大勢横たわっていた。 －『ヨハネによる福音書』 5:2～5:3 | 」 |

### エッケ・ホモ・アーチ

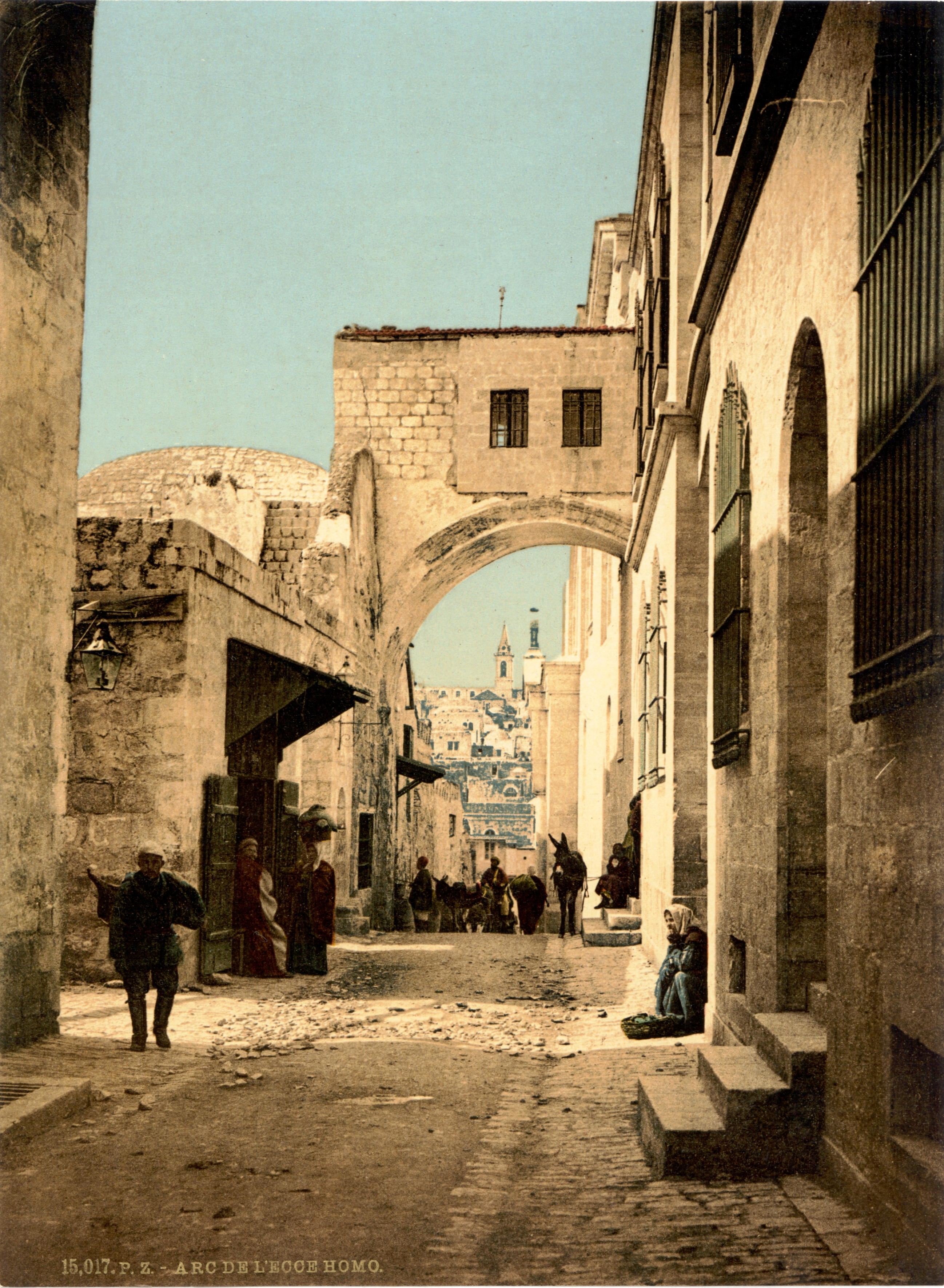
エッケ・ホモ・アーチ

エッケ・ホモ・アーチは第2留とシオン女子修道院の間にある高架式の建造物で、ライオン門通りの北側にあるエッケ・ホモ教会の門を構成する三つのアーチのひとつでもある。通説では、そもそもはアエリア・カピトリーナの東側に建てられたローマ皇帝ハドリアヌスを称えるための凱旋門の一部であったと言われている。
南側は通りに面した建物に繋がっている。この建物はかつて、インドから訪れるムスリムの巡礼者専用の宿舎だったのだが、それを偲ばせる物は今日、何も残されていない。このアーチにはふたつの窓が据え付けられており、それを根拠に総督ピラトがユダヤ人にイエスの罪を問うたとされる場所と見立てられ、「エッケ・ホモ・アーチ」という今日の名称で知られるようになった。
| 「 | ピラトはまた出て来て、言った。「見よ、あの男をあなたたちのところへ引き出そう。そうすれば、わたしが彼に何の罪も見いだせないわけが分かるだろう。」 イエスは茨の冠をかぶり、紫の服を着けて出て来られた。ピラトは、「見よ、この男だ」と言った。 －『ヨハネによる福音書』 19:4～19:5 | 」 |

### シオン女子修道院
シオン女子修道院にはイエスの受難にまつわるとされる多くの遺跡が保管され、長らく本物として信じられていた。しかし、今日ではいずれもがアエリア・カピトリーナの時代に建てられた2世紀以降の建造物であることが明らかになっている。

### イエスが投獄された牢屋
1906年、総督ピラトの官邸があったとするギリシア正教会の修道士の伝承に基づいて第2留の近くに教会が建てられた。イエスの牢屋とされる一室は教会内の地下にあるのだが、別の一室はバラバの牢屋であると言われている。一部の研究者はその可能性を否定できないと報告している。

### 聖ペトロ教会（鶏鳴教会）
大祭司カイアファの邸宅があったとされる場所に1924年から1931年にかけて建てられた教会で、地下にはイエスが投獄されたという牢屋が残されている。かつてはこの場所もヴィア・ドロローサのルートに加えられていたようで、教会の傍らにある石段はイエスの時代に建造されたものであることが立証されている。「鶏鳴教会」という通称は福音書の以下のエピソードが由来となっている。
| 「 | ペトロは外にいて中庭に座っていた。そこへ一人の女中が近寄って来て、「あなたもガリラヤのイエスと一緒にいた」と言った。 ペトロは皆の前でそれを打ち消して、「何のことを言っているのか、わたしには分からない」と言った。 ペトロが門の方に行くと、ほかの女中が彼に目を留め、居合わせた人々に、「この人はナザレのイエスと一緒にいました」と言った。 そこで、ペトロは再び、「そんな人は知らない」と誓って打ち消した。 しばらくして、そこにいた人々が近寄って来てペトロに言った。「確かに、お前もあの連中の仲間だ。言葉遣いでそれが分かる。」 そのとき、ペトロは呪いの言葉さえ口にしながら、「そんな人は知らない」と誓い始めた。するとすぐ、鶏が鳴いた。 ペトロは、「鶏が鳴く前に、あなたは三度わたしを知らないと言うだろう」と言われたイエスの言葉を思い出した。そして外に出て、激しく泣いた。 －『マタイによる福音書』 26:69～26:75 | 」 |

## 芸術作品のなかの十字架の道行き
- イエスの受難と十字架の道行きは芸術の分野でも高貴な主題とされており、パドヴァ のスクロヴェーニ礼拝堂にあるジョット・ディ・ボンドーネのフレスコ画や、シエナ大聖堂付属美術館所蔵のドゥッチョ・ディ・ブオニンセーニャ のマエスタ（聖母像）などがその嚆矢とされている。
- イエスの生涯を描いたいくつかの映画作品では十字架の道行きの場面が映像化されているのだが、なかでもスキャンダラスな話題を呼んだのが2004年に公開されたメル・ギブソン監督の『パッション』である。